# Mentawai-szigeteki makákó
A mentawai-szigeteki makákó (Macaca pagensis) az emlősök (Mammalia) osztályának a főemlősök (Primates) rendjéhez, ezen belül a cerkóffélék (Cercopithecidae) családjához és a cerkófmajomformák (Cercopithecinae) alcsaládjához tartozó faj.

## Előfordulása
A mentawai-szigeteki makákó Mentawi-szigeteken található meg, amik Indonéziához tartoznak.

## Megjelenése
A hímek testhossza 45–55 cm. A nőstények testhossza 40–45 cm. A hímek farokhossza 13–16 cm. A nőstények farokhossza 10–13 cm. A hímek testtömege 6–9 kg. A nőstények testtömege 4.5–6 kg.

## Életmódja
A mentawai-szigeteki makákó főként fügét fogyaszt. A csapat 5-25 állatból áll. A csapatban egy hím van.

## Szaporodása
Az 5-6 hónapig tartó vemhesség végén 1 kölykök jön világra.

## Természetvédelmi állapota
Az élőhelyének elvesztése fenyegeti. Az IUCN vörös listáján a kihalófélben lévő kategóriába sorolja.